# Олійник Ніна Миколаївна
Ніна Миколаївна Олійник (11 лютого 1954, Заставна, УРСР — 12 лютого 2010, Тернопіль, Україна) — українська вчена в галузі медицини. Доктор медичних наук (2003), професор (2004). Дружина Василя Олійника.

## Життєпис
Ніна Миколаївна Олійник народилася 11 лютого 1954 року в Заставній Чернівецької області. Закінчила Тернопільський медичний інститут (1978, нині університет).
Працювала в центральних районних лікарнях: 1978—1983 — у смт Гусятині (лікар), 1983—1989 — у м. Збаражі (завідувачка відділення гінекології).
Від 1989 — викладач, від 2004 — професор кафедри акушерства і гінекології Тернопільського державного медичного університету.
Померла 12 лютого 2010 року в Тернополі.

## Наукова діяльність
Наукові дослідження: профілактика гнійно-запалювальних захворювань і кровотеч в акушерстві та гінекології; профілактика й лікування акушерських і перинатальних ускладнень у жінок із екстрагенітальною патологією.
Авторка численних наукових праць, у тому числі монографій, навчальних посібників. Загальна кількість навчально-методичних та наукових публікацій більше  100, серед них – сім посібників у співавторстві.